# Abadża
Abadża (arab. عباجة) – wieś w Syrii, w muhafazie Aleppo. W 2004 roku liczyła 945 mieszkańców.